# タイ国鉄ALS型ディーゼル機関車
タイ国鉄ALS型ディーゼル機関車（タイこくてつALSがたディーゼルきかんしゃ）は、1975年に製造されたタイ国有鉄道の電気式ディーゼル機関車である。その車番から4100形と呼ばれる場合もある。

## 導入の経緯
タイ国鉄では次世代の大型機として1963年に導入されたGE型が好評をもって迎えられた。しかし輸送需要はさらに増加の一途を辿り、複線化などの設備の改良が遅れていたタイ国鉄はこの需要を捌くために大型機の増備が必要不可欠となった。これを受け、GE型と同じ電気式ディーゼル機の大型機として製造されたのが本形式である。
本形式は導入直後は大型機ゆえの過度なフランジ摩耗が起こるなど一部では問題も発生した。しかし、車両自体は非常に優秀であり、その後本形式とほぼ同一形態の車両がAHK型、ALD型、ADD型と、1985年までに計113両製造された。本形式を含むこれら4形式はまとめてALS系とも呼ばれる。

## 車両

### 構造

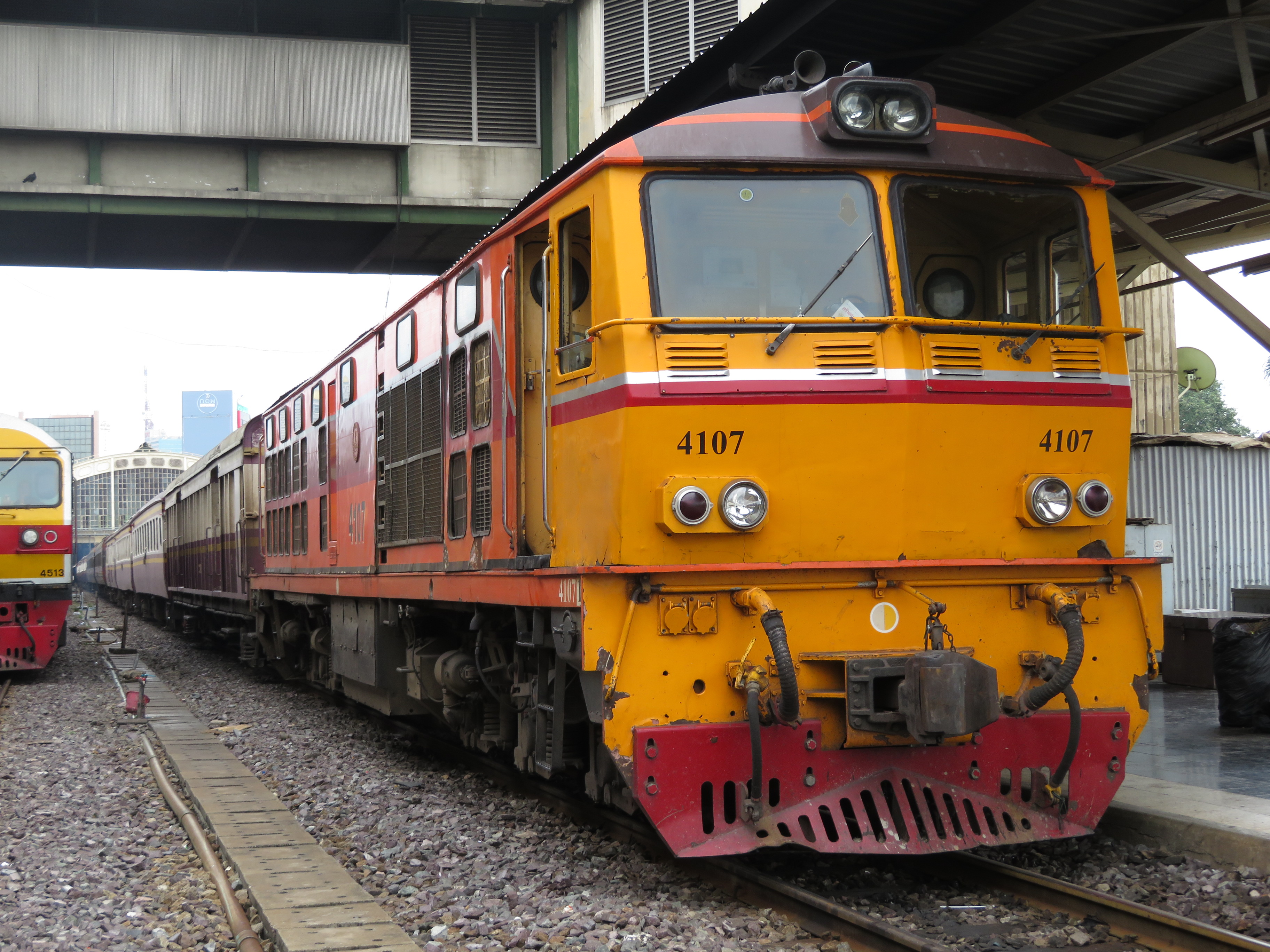
旧塗装の4107号機

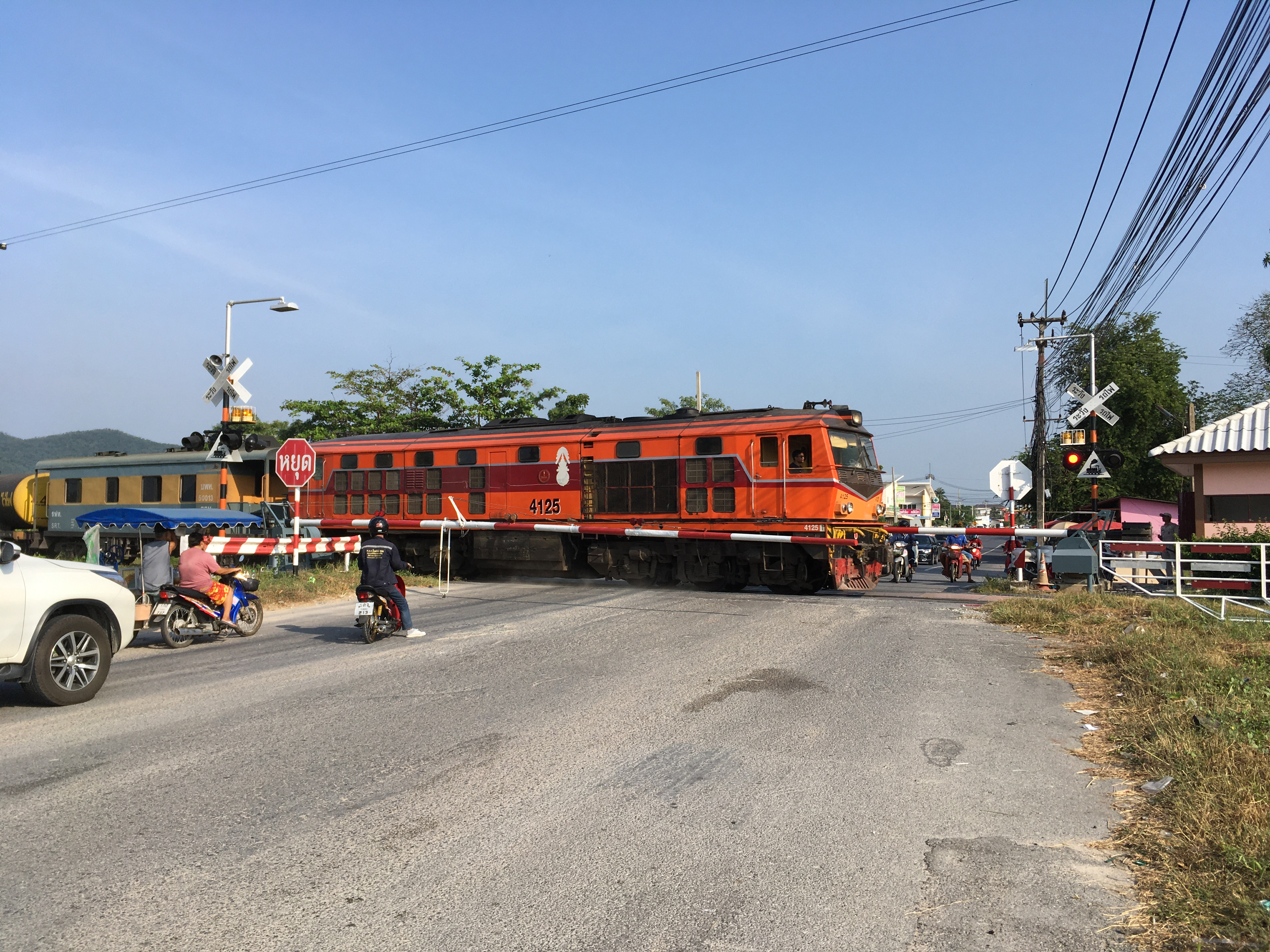
キャタピラーエンジン搭載の4125号機

それまで最大のディーゼル機関車であったGE型がエンジンを2基搭載しているのに対して本形式は1基のみの搭載であるが、1基当たりのエンジンの性能が著しく向上したためGE型よりも出力は増大している。本形式は最高速度が95 km/hであるのに対し、AHK型以降は同じエンジンで歯車比の変更のみで100 km/hを達成しているため、本形式はALS系他形式よりもローギヤードでトルクに余裕があると考えられる。また、4111号機は試験的に本来の16気筒185×210 mmエンジン（16PA4V185）から12気筒200×210 mmエンジン（12PA4V200VG）へと換装されていたが、他に波及することはなく、ALS型におけるエンジン換装はこの1両のみに留まっている。

### 車体
角ばった箱型の車体をしている。ALS系全形式とも同じ車体であるため、車番以外の外見からどの形式であるかを判別するのは非常に困難である。導入当初は前照灯は車体上部に設置され車体前面腰部には尾灯のみが設置されていたが、のちに腰部にも前照灯が追加され2灯が並ぶ形となった。ライトについては、前照灯と尾灯が同じ大きさの車両、更新され尾灯が一回り小さくなった車両、さらに近年ではLED化された車両も出現しており、様々な形態の車両が混在している。

### 塗装
塗装は、2019年現在前面が黄色で側面がオレンジ色を基調とした「旧塗装」と、側面は旧塗装と同一で前面が淡いオレンジ色と茶色の「新塗装」が存在する。どちらの塗装も車体全周にわたって細い帯を巻いているが、帯の色は車両によって銀+赤、銀+青、白一色など一定しない。さらに新塗装の車両の一部には車体前面下部に"ร.ฟ.ท."の黒いロゴが大きく入った車両もあり、塗装形態の増加に拍車をかけている。なお近年旧塗装に塗りなおされた車両が出現しており、今後は旧塗装と新塗装の両方が維持されるか、あるいは旧塗装に再統一されるものと思われる。

## 運用
最終的に113両が製造されたALS系は、製造開始から半世紀近く経過した2022年現在でもタイ国鉄のディーゼル機関車の最大勢力であり主力機関車である。導入当初から現在まで、その高出力を活かして前述の同系列3形式とともに特急・急行運用から普通列車、貨物列車のけん引に至るまで幅広く運用されている。また、北本線の急勾配区間であるクンターン峠を擁するナコーンラムパーン - クンターン間において、本形式を含むALS系が補機として特急列車などに連結される。